# Kompromis luksemburski
Kompromis luksemburski – porozumienie zawarte w 1966 roku w Luksemburgu przez państwa członkowskie Wspólnot Europejskich, dotyczące sposobu głosowania w Radzie Wspólnot.
Zawarcie tego porozumienia zostało wymuszone przez Francję, która nie chciała się zgodzić na niekorzystne dla siebie zmiany, lecz nie miała wystarczającej liczby głosów w systemie większości kwalifikowanej, by się im przeciwstawić. Państwa członkowskie Wspólnot zobowiązały się do podejmowania decyzji jednogłośnie, jeśli dotyczą one ważnych interesów krajów członkowskich.
Przedmiotem sporów jest kwestia prawnie wiążącej mocy kompromisu luksemburskiego. Różnie też oceniano formę prawną kompromisu: najczęściej uważa się, że było to tzw. dżentelmeńskie porozumienie (gentlemen's agreement).